# Palazzo Smith Mangilli Valmarana

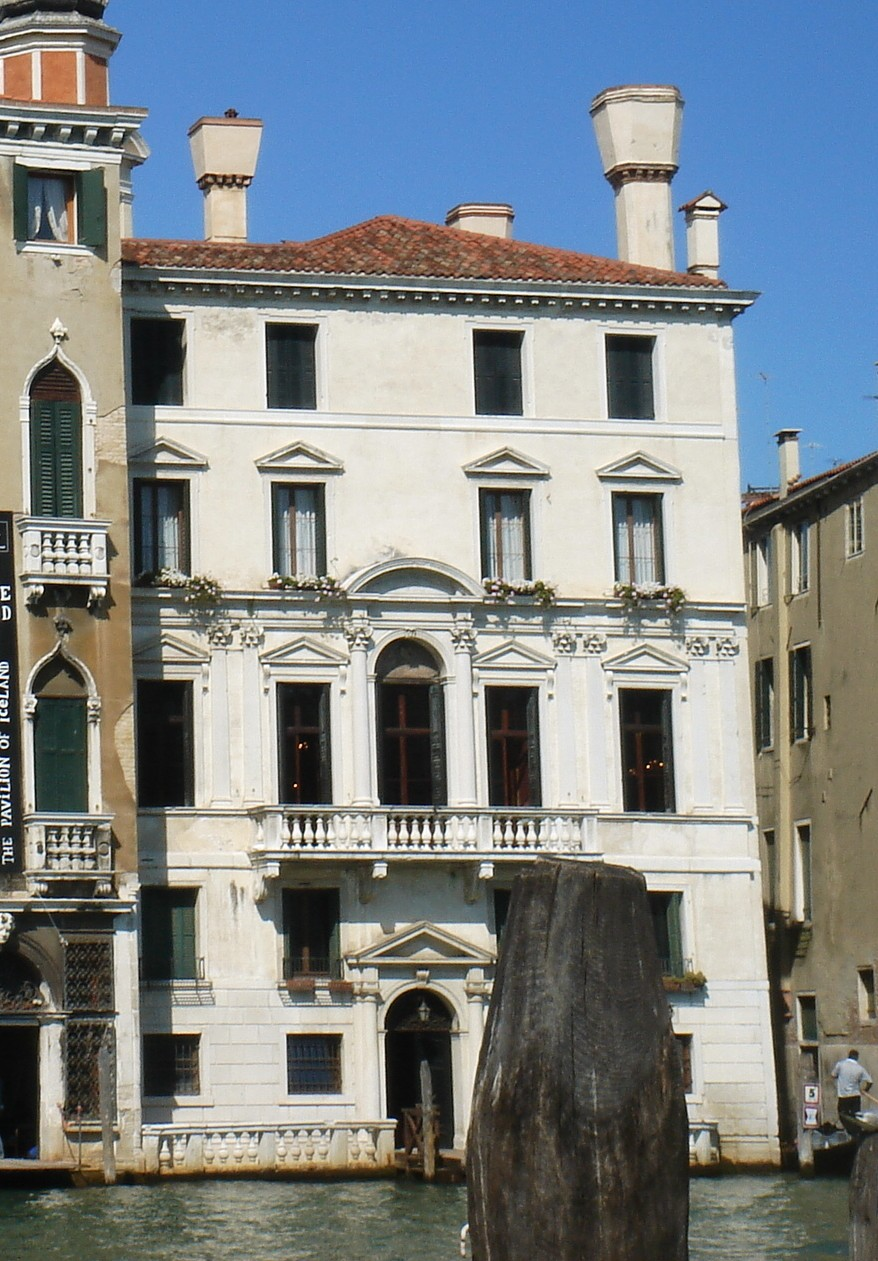
Palazzo Smith Mangilli Valmarana

Palazzo Smith Mangilli Valmarana ist ein Palast in Venedig in der italienischen Region Venetien. Er liegt im Sestiere Cannaregio mit Blick auf den Canal Grande zwischen dem Palazzo Michiel del Brusà und der Einmündung des Rio dei Santi Apostoli.

## Geschichte
Der Palast ist vor allem dafür bekannt, dass er die Residenz des britischen Konsuls Joseph Smith war, der auch Agent des Malers Canalletto für den Verkauf seiner Gemälde an die Briten war.
Ursprünglich war der Palast ein byzantinisch-gotisches Gebäude, aber, als es britische Botschaft und Residenz von Joseph Smith wurde, ließ letzterer ihn im Stil der Zeit umgestalten: 1743 entwarf der Maler und Graveur Antonio Visentini eine neue Fassade und überwachte die Bauarbeiten, die 1751 abgeschlossen wurden. Die neue Fassade reichte nur bis zum heutigen ersten Hauptgeschoss.
1784 ging das Eigentum an dem Palast an den Grafen Giuseppe Mangilli über, der die oben genannten Stockwerke hinzufügen ließ und die Umgestaltung der Innenräume an Gian Antonio Selva vergab. Dieser realisierte ein luxuriöses und einmaliges Ambiente im klassizistischen Stil, das heute noch perfekt erhalten ist.

## Beschreibung
Der klassizistische Palast hat drei Vollgeschosse und über dem Erdgeschoss sowie unter dem Dach je ein Zwischengeschoss. Die Fassade schließt nach oben mit einer gezahnten Dachtraufe ab.
Im Erdgeschoss liegt in der Mitte ein Rundbogenportal zum Wasser mit einem Tympanon darüber. Flankiert ist es von zwei Paaren quadratischer Einzelfenster, über denen im Zwischengeschoss rechteckige Einzelfenster liegen.
Das erste Hauptgeschoss hat in der Mitte ein Rundbogenfenster, dessen gerundetes Tympanon im zweiten Hauptgeschoss liegt. Wie in den unteren Stockwerken sind ihm zwei Paare rechteckiger Einzelfenster zur Seite gestellt, von denen jedes ein dreieckiges Tympanon hat. Die drei mittleren Fenster sind mit einem gemeinsamen, hervorstehenden Balkon ausgestattet. Das Rundbogenfenster sitzt zwischen zwei Säulen, neben den Einzelfenstern sind jeweils zwei Halbsäulen angebracht. Auch im zweiten Obergeschoss liegen zwei rechteckige Fensterpaare mit dreieckigen Tympana, allerdings ohne weitere Verzierungen. Das Zwischengeschoss unter dem Dach hat ebenfalls vier einzelne Rechteckfenster.
Zwischen erstem und zweitem Obergeschoss verläuft ein auffälliges Gesims.